# 802 (numero)
Ottocentodue (802) è il numero naturale dopo l'801 e prima del 803.

## Proprietà matematiche
- È un numero pari.
- È un numero composto con 4 divisori:  1, 2, 401, 802. Poiché la somma dei suoi divisori (escluso il numero stesso) è 404 < 802, è un numero difettivo.
- È un numero semiprimo.
- È un numero nontotiente (per cui la equazione φ(x) = n non ha soluzione).
- È un numero felice.
- È un numero intoccabile.
- È un numero intero privo di quadrati.
- È parte delle terne pitagoriche (80, 798, 802), (802, 160800, 160802).
- È un numero malvagio.
- È un numero palindromo e un numero ondulante nel sistema di numerazione posizionale a base 14 (414) e in quello a base 20 (202).

## Astronomia
- 802 Epyaxa è un asteroide della fascia principale del sistema solare.
- NGC 802 è una galassia lenticolare della costellazione dell'Idra Maschio.

## Astronautica
- Cosmos 802 è un satellite artificiale russo.

## Altri ambiti
- La E802 è una strada europea in Portogallo.
- Route nationale 802 è una strada statale in Francia.